# عرس (صوفية)
في الممارسات الصوفية، يستخدم مصطلح العرس للتعبير عن الاحتفال بذكرى وفاة شخص من أعلام الصوفية، وعادة ما يحتفل بالمناسبة في دركاه (ضريح) هذا الشخص. وهذا التقليد موجود في الطرق النقشبندية والسهروردية والقادرية والجشتية. ويشير المريدين إلى أعلام الصوفية باعتبارهم محبي الله والأحباء.